# Obús autopropulsado M108
El M108 es un obús autopropulsado estadounidense de 105 mm, puesto en servicio a principios de 1960.

## Historia
El M108 fue equipado con un motor diésel sobrealimentado Detroit 8V-71T de 8 cilindros y capaz de desarrollar una potencia de 405 hp y tenía el mismo casco y torreta que el M109 de 155 mm y componentes del vehículo blindado M113. Después de la intervención de Estados Unidos en la Guerra de Vietnam, el M108 fue retirado de servicio porque el obús calibre 155 mm del M109 fue considerado mejor para la guerra moderna.

## Usuarios
El M108 fue usado en numerosos países de la OTAN.
- Ejército de los Estados Unidos: retirado del servicio.
- Ejército Belga: empleó 90 M108 hasta la década de 1980.
- Ejército de Brasil: 72 M108AP
- Ejército de Tierra de España: 48 (todos los vehículos fueron dados de baja y destruidos salvo uno que se conservó) sustituidos por el M109.
- Ejército de Taiwán: 100
- Ejército de Turquía: 26 M108T
- Ejército Paraguayo: 6 M108 donados por Brasil.
- Ejército Uruguayo: 10 M108A donados por el Ejército de Brasil.

### Desarrollos relacionados
- Obús autopropulsado M109
- Obús autopropulsado M110

### Vehículos similares
- PZH-2000
- Obús autopropulsado NLOS
- AMX MK F3
- Sholef.
- K-9 Thunder
- Obús autopropulsado Tipo 74 105 mm
- AHS Krab
- FV433
- 2S1 Gvozdika
- T-155 Fırtına
- SSPH Primus
- G6 Rhino

### Listas relacionadas
- Anexo:Materiales históricos del Ejército de Tierra de España desde la posguerra